# Kizljarski zaljev
Kizljarski zaljev (rus. Кизлярский залив, Kizlyarskiy Zaliv) je zaljev Kaspijskog jezera koji se nalazi u Republici Dagestan, Ruska Federacija.
Ako se planovi za predloženi Euroazijski kanal, koji povezuje Kaspijsko more s Crnim morem, ikada provedu, vjerojatno će imati Kizljarski zaljev kao svoj istočni kraj.

## Geografija
Zaljev je usječen oko 20 km duboko u dagestansku obalu. Širok je 40 km,a najveća dubina mu je 4 metara. Otok Tyuleniy nalazi se blizu ulaza u zaljev.
Rijeke Kuma, Prorva i Talovka ulijevaju se u zaljev, smanjujući salinitet na 5 ‰.

## Zaštićeno područje
Dagestanski prirodni rezervat je zaštićeno područje koje pokriva cijelo područje zaljeva, uključujući otok Morskoy Biryuchok. Zaleđe je nisko i močvarno močvarno područje. Velika dina Sarykum, koja se nalazi u drugom području južnije, dio je rezervata.

## Vanjske poveznice
- Pregled nafte i prirodnog plina u regiji Kaspijskog mora Zadnje ažuriranje: 26. kolovoza 2013.